# Ma Dalton
Ma Dalton ist ein Lucky-Luke-Comic von 1971, der von René Goscinny geschrieben und von Morris gezeichnet wurde. Er beschreibt erstmals die Mutter der Gebrüder Dalton.

## Handlung
Im Städtchen Cactus Junction lebt die alleinstehende Ma Dalton. Nachdem ihr Lucky Luke kurz behilflich war, geraten die inhaftierten Daltons so in Rage, dass sie augenblicklich einen Ausbruch aus dem Gefängnis wagen um Lucky Luke zu erledigen. Freudig begrüßt Ma Dalton ihren Liebling Averell bei der Zusammenkunft der Familie. Die anderen Daltons wollen ihre Mutter mit allerlei Raubzügen beeindrucken, doch Ma Dalton will selbst die Oberhand behalten. Es kommt nun zu zahlreichen Überfällen. Trickreich kann Lucky Luke drei Daltons gefangen nehmen. Der vierte, Joe, hätte fast Lucky Luke überrumpelt, doch bei einem Gefängnisbrand verliert er die Kontrolle, während Ma Dalton flüchten kann.

## Veröffentlichung
Die Geschichte wurde 1971 zunächst in Pilote und dann als Album bei Dargaud gedruckt.
In Deutschland erschien das Album zunächst 1972/1973 im Magazin Zack und dann als Zack Album Nr. 7 als Lucky Luke und Ma Daltons saubere Früchtchen. Seit 1986 wird der Band bei Egmont Ehapa Media als Nr. 47 der Serie aufgelegt.
Die Geschichte wurde 1983 für die Lucky-Luke-Zeichentrickserie verfilmt.